# 世界の鉄道一覧
世界の鉄道一覧（せかいのてつどういちらん）

## 地域

### アジア

#### 東アジア
- 日本の鉄道 — JRグループ（旅客鉄道会社（6社） : 北海道・東日本・東海・西日本・四国・九州 / 関連会社･機関（2社、1機関） : 貨物、総研、システム）
- 台湾の鉄道 ― 台湾高速鉄道、 台湾鉄路公司
- 韓国の鉄道 ― 韓国国有鉄道
- 北朝鮮の鉄道 ― 朝鮮民主主義人民共和国鉄道省
- 中国の鉄道 ― 中国鉄路総公司
  -  香港の鉄道 ― 香港鉄路有限公司
  -  マカオの鉄道 ― マカオLRT(澳門軽軌)
- モンゴル国の鉄道

#### 東南アジア
- ベトナムの鉄道 ― ベトナム鉄道
- カンボジアの鉄道
- タイの鉄道 ― タイ国有鉄道
- マレーシアの鉄道 ― マレー国有鉄道
- シンガポールの鉄道
- インドネシアの鉄道 ― インドネシア鉄道
- フィリピンの鉄道 ― フィリピン国有鉄道
- ミャンマーの鉄道 ― ミャンマー国有鉄道
- ラオスの鉄道
- ブルネイの鉄道

#### 南アジア
- インドの鉄道 ― インド鉄道
- パキスタンの鉄道 ― パキスタン鉄道（英語版）
- バングラデシュの鉄道 ― バングラデシュ鉄道
- スリランカの鉄道 ― スリランカ鉄道
- ネパールの鉄道 ― ジャナクプル鉄道

#### 中央アジア
- ウズベキスタンの鉄道 ― ウズベキスタン鉄道
- カザフスタンの鉄道 ― カザフスタン鉄道
- キルギスの鉄道 ― キルギス鉄道
- タジキスタンの鉄道
- トルクメニスタンの鉄道

#### 西アジア
- アゼルバイジャンの鉄道 ― アゼルバイジャン鉄道
- アフガニスタンの鉄道
- アラブ首長国連邦の鉄道
- アルメニアの鉄道 ― 南カフカース鉄道
- イエメンの鉄道（ドイツ語版）
- イスラエルの鉄道 ― イスラエル鉄道
- イラクの鉄道 ― イラク共和国鉄道（英語版）
- イランの鉄道 ― イラン・イスラーム共和国鉄道
- オマーンの鉄道（ドイツ語版） ー オマーン鉄道（英語版）
- カタールの鉄道
- クウェートの鉄道（ドイツ語版）
- サウジアラビアの鉄道 ― サウジアラビア鉄道公社、サウジアラビア鉄道機構（英語版）
- ジョージアの鉄道 ― グルジア鉄道
- シリアの鉄道 ― シリア鉄道（英語版）
- トルコの鉄道 — トルコ国有鉄道
- バーレーンの鉄道（英語版）
- ヨルダンの鉄道
- レバノンの鉄道

### ヨーロッパ
- アイルランドの鉄道（英語版） ― アイルランド国鉄（イルンロード・エールン）
- アイスランドの鉄道（英語版）
- アルバニアの鉄道（英語版） ― アルバニア鉄道
- アンドラの鉄道（フランス語版）
- イギリスの鉄道 ― イギリス国鉄（民営化され清算）→ネットワーク・レール、ナショナル・レール、北アイルランド鉄道
- イタリアの鉄道 ― イタリア国有鉄道（フェッロヴィーエ・デッロ・スタート）
- ウクライナの鉄道 ― ウクライナ鉄道
- エストニアの鉄道（英語版） ― エストニア国鉄
- オーストリアの鉄道 ―　オーストリア連邦鉄道
- オランダの鉄道（英語版） ― オランダ国有鉄道
- マケドニア鉄道 ― マケドニア鉄道
- キプロスの鉄道 ― キプロス国鉄
- ギリシャの鉄道（英語版） ― ギリシャ国鉄
- クロアチアの鉄道（フランス語版） ― クロアチア鉄道
- リミニ=サンマリノ鉄道
- スウェーデンの鉄道（英語版） ― スウェーデン鉄道（SJ AB）
- スイスの鉄道 ― スイス連邦鉄道
- スペインの鉄道 ― スペイン国有鉄道
- スロバキアの鉄道（英語版） ― スロバキア国鉄（ŽSR）
- スロベニアの鉄道 ― スロベニア鉄道
- セルビアの鉄道（フランス語版） ― セルビア鉄道
- チェコの鉄道（英語版） ― 鉄道管理公団（SŽ） ― チェコ鉄道
- デンマークの鉄道（英語版） ― デンマーク国鉄
- ドイツの鉄道 ― ドイツ鉄道
- ノルウェーの鉄道（英語版） ― ノルウェー国鉄
- バチカン市国の鉄道 ― バチカンの国鉄
- ハンガリーの鉄道（英語版） ― ハンガリー国鉄
- フィンランドの鉄道（英語版） ― VRグループ（フィンランド国鉄）
- フランスの鉄道 ― フランス国有鉄道
- ブルガリアの鉄道（フランス語版） ― ブルガリア国鉄
- ベラルーシの鉄道 ― ベラルーシ鉄道
- ベルギーの鉄道 ― ベルギー国鉄
- ポーランドの鉄道 ― ポーランド国鉄
- ボスニア・ヘルツェゴビナの鉄道 ― ボスニア・ヘルツェゴビナ連邦鉄道、スルプスカ共和国鉄道
- ポルトガルの鉄道 ― ポルトガル国有鉄道
- マルタの鉄道
- モナコの鉄道（英語版）
- モルドバの鉄道 ― モルドバ国鉄
- モンテネグロ鉄道 ― モンテネグロ鉄道
- ラトビアの鉄道 ― ラトビア国鉄
- リトアニアの鉄道 ― リトアニア鉄道
- リヒテンシュタインの鉄道（英語版）
- ルクセンブルクの鉄道（ハンガリー語版） ― ルクセンブルク国鉄
- ルーマニアの鉄道 ― ルーマニア鉄道
- ロシアの鉄道 ― ロシア国有鉄道

### アメリカ

#### 北アメリカ
- アメリカ合衆国の鉄道 — アメリカ鉄道協会
- カナダの鉄道 — カナダ国有鉄道
- メキシコの鉄道 — メキシコ国有鉄道（英語版）
- ベリーズの鉄道
- エルサルバドルの鉄道
- グアテマラの鉄道
- ホンジュラスの鉄道
- ニカラグアの鉄道
- コスタリカの鉄道
- パナマの鉄道

#### カリブ海地域
- キューバの鉄道 — キューバ鉄道
- ジャマイカの鉄道（英語版）
- ハイチの鉄道
- ドミニカ共和国の鉄道
- プエルトリコの鉄道（英語版）
- セントクリストファー・ネイビスの鉄道 - セントクリストファー・シーニック鉄道
- トリニダード・トバゴの鉄道 - トリニダード・ガバメント鉄道

#### 南アメリカ
- コロンビアの鉄道
- ベネズエラの鉄道 — ベネズエラ国有鉄道
- ガイアナの鉄道
- スリナムの交通
- フランス領ギアナの鉄道
- エクアドルの鉄道
- ペルーの鉄道
- ボリビアの鉄道
- チリの鉄道 — チリ国有鉄道
- ブラジルの鉄道
- パラグアイの鉄道 — カルロス・アントニオ・ロペス鉄道（スペイン語版）
- ウルグアイの鉄道 — 国家鉄道総局（スペイン語版）
- アルゼンチンの鉄道

### オセアニア
- オーストラリアの鉄道 — オーストラリア国有鉄道
- ニュージーランドの鉄道 — ニュージーランド国有鉄道
- フィジーの鉄道（英語版） — フィジー製糖会社（英語版）・サトウキビ運搬鉄道
- ナウルの鉄道
- ニューカレドニアの鉄道
- パプアニューギニアの鉄道
- トンガの鉄道

### アフリカ
- アルジェリアの鉄道
- アンゴラの鉄道
- ベナンの鉄道
- ボツワナの鉄道
- ブルキナファソの鉄道
- ブルンジの鉄道
- カメルーンの鉄道
- カーボベルデの鉄道

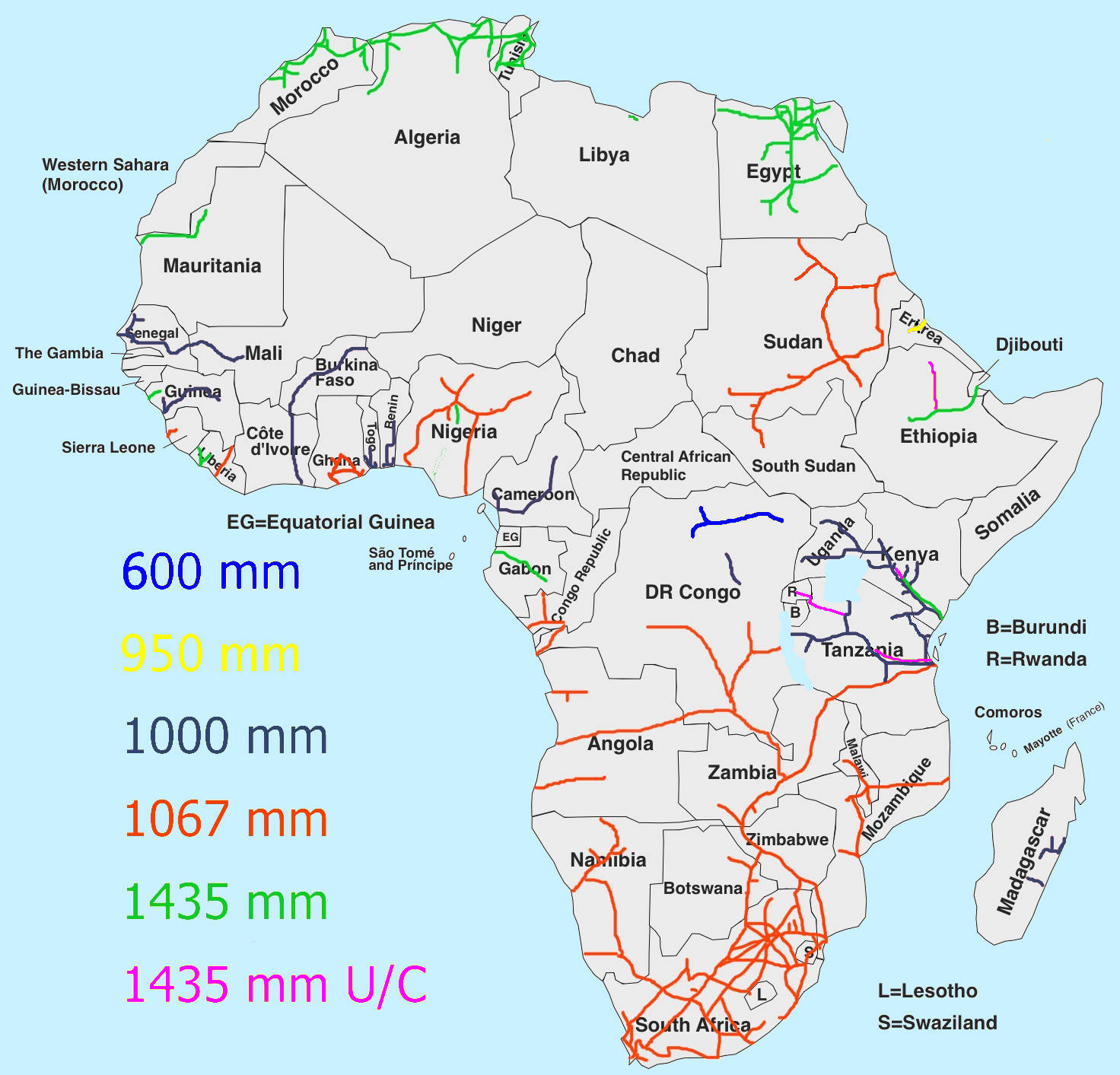
アフリカの鉄道網と軌間

- 中央アフリカ共和国の鉄道
- チャドの鉄道
- コモロの鉄道
- コンゴ民主共和国の鉄道
- コンゴ共和国の鉄道
- ジブチの鉄道
- エジプトの鉄道 ― エジプト鉄道
- 赤道ギニアの鉄道
- エリトリアの鉄道
- エチオピアの鉄道
- ガボンの鉄道
- ガンビアの鉄道
- ガーナの鉄道
- ギニアの鉄道
- ギニアビサウの鉄道
- コートジボワールの鉄道
- ケニアの鉄道
- レソトの鉄道
- リベリアの鉄道
- リビアの鉄道
- マダガスカルの鉄道
- マラウイの鉄道
- マリ共和国の鉄道
- モーリタニアの鉄道
- モーリシャスの鉄道
- モロッコの鉄道 ― モロッコ国鉄
- モザンビークの鉄道
- ナミビアの鉄道 ― トランスナミブ
- ニジェールの鉄道
- ナイジェリアの鉄道
- ルワンダの鉄道
- サントメ・プリンシペの鉄道
- セネガルの鉄道
- セーシェルの鉄道（ドイツ語版）
- シエラレオネの鉄道
- ソマリアの鉄道
- 南アフリカ共和国の鉄道 — 南アフリカ国有鉄道
- 南スーダンの鉄道
- スーダンの鉄道
- エスワティニの鉄道
- タンザニアの鉄道
- トーゴの鉄道
- チュニジアの鉄道 ― チュニジア鉄道
- ウガンダの鉄道
- ザンビアの鉄道
- ジンバブエの鉄道

## 個々の路線、列車サービス

### 高速鉄道
- 新幹線（日本）
- TGV（フランス）
- ICE（ドイツ）
- AVE（スペイン）
- タリス（フランス・ベルギー・オランダ・ドイツ）
- ユーロスター（イギリス・フランス・ベルギー）
- CTRL（イギリス）
- X2000（スウェーデン）
- ユーロスター・イタリア（イタリア）
- チザルピーノ（ドイツ・スイス・イタリア）
- アセラ・エクスプレス（アメリカ合衆国）
- 台湾高速鉄道（台湾）
- 中国高速鉄道（中国）
- KTX（韓国）
- 上海トランスラピッド（中国）
- トルコ高速鉄道（トルコ）
- タシュケント・サマルカンド高速鉄道（ウズベキスタン）
- ブライトライン (アメリカ合衆国)
- ハラマイン高速鉄道（サウジアラビア）
- タンジェ＝カサブランカ高速鉄道（モロッコ）
- ジャカルタ・バンドン高速鉄道 (インドネシア)

### 都市鉄道

#### 地下鉄
- 東京メトロ、都営地下鉄（日本）
- Sバーン（ドイツ、スイス、オーストリア 等）
- RER（フランス）
- セルカニアス（スペイン）
- KRLコミューターライン（インドネシア）
- KTMコミューター（マレーシア）
- BTS（タイ）
- バンコク・メトロ（タイ）
- マニラ・ライトレール・トランジット・システム、マニラ・メトロレール（フィリピン）
- ニューヨーク市地下鉄（アメリカ合衆国）
- BART（アメリカ合衆国）
- ワシントンメトロ（アメリカ合衆国）
- エレクトリーチカ（ロシア 等）
- メトロレール（南アフリカ）
- 台北捷運（台湾）
- 香港MTR（香港）
- 広域電鉄（韓国）